# 리샤르 게
리샤르 니콜라 게(프랑스어: Richard Nicolas Gay, 1971년 3월 6일~)는 프랑스의 은퇴한 프리스타일 스키 선수로 주 종목은 모굴이다. 2002년 동계 올림픽에서 남자 모굴 부문 동메달을 획득했다.